# 3214 Makarenko
A 3214 Makarenko (ideiglenes jelöléssel 1978 TZ6) a Naprendszer kisbolygóövében található aszteroida. Ljudmila Vasziljevna Zsuravljova fedezte fel 1978. október 2-án.